# 井口聖
井口 聖（いぐち さとる）は、日本の天文学者。専門は、電波天文学。自然科学研究機構国立天文台教授、総合研究大学院大学物理科学研究科天文科学専攻併任教授。兵庫県出身。
チリに建設されたアタカマ大型ミリ波サブミリ波干渉計（アルマ望遠鏡）プロジェクトに携わり、約10年間、東アジア・アルマ・プロジェクトマネージャーを務めた。

## 略歴
- 2000年3月：電気通信大学大学院電気通信学研究科電子工学専攻博士課程修了、PhDを取得[3]。
- 2000年4月：国立天文台COE研究員[3]。
- 2001年1月：国立天文台助手[3]。ALMAの前身であるLMSA計画に参加。
- 2002年4月：日本アルマ・プロジェクトエンジニアに就任[3]し、日本が分担するACA望遠鏡および観測装置の設計開発および製造の統括責任者となる。
- 2003年4月：総合研究大学院大学物理科学研究科天文科学専攻併任助手[3]。
- 2004年4月：国立天文台の大学共同利用機関法人化及びそれに伴う組織改編に伴い自然科学研究機構国立天文台となり、自然科学研究機構国立天文台上級研究員。
- 2006年1月：自然科学研究機構国立天文台主任研究員。
- 2006年5月：日本アルマ・副プロジェクトマネージャを兼務[3]。
- 2007年4月：学校教育法の一部改正に伴い職名変更があり、自然科学研究機構国立天文台助教となる。
- 2007年8月：自然科学研究機構国立天文台准教授および総合研究大学院大学物理科学研究科天文科学専攻併任准教授[3]。
- 2008年4月－2018年9月：東アジア・アルマ・プロジェクトマネージャ[3]。
- 2010年4月－2019年3月：自然科学研究機構国立天文台電波研究部主任。
- 2012年10月：自然科学研究機構国立天文台教授および総合研究大学院大学物理科学研究科天文科学専攻併任教授[3]。
- 2018年4月－2022年3月：自然科学研究機構国立天文台副台長。

## 受賞歴
- 平成20年度(2008年度)日本天文学会研究奨励賞[3]
- 平成25年度(2013年度)科学技術分野の文部科学大臣表彰 科学技術賞 研究部門[3]
- 平成28年度(2016年度)科学技術分野の文部科学大臣表彰 科学技術賞 開発部門

## その他
2018年、常田佐久の国立天文台台長就任とともに副台長（財務担当、のちに企画担当に名称変更）に就任。井口が国立天文台の執行部に入った後、2020年3月ごろから執行部の姿勢への批判が表面化した。事態を収拾すべく、第三者委員会として、観山正見が委員長、佐藤勝彦が副委員長を務める国立天文台コミュニティ間意思疎通推進委員会が発足。2020年12月1日にリリースされた委員会報告書（中間報告書）において、井口が審査・承認者となっているScientific Goals and Missions（プロジェクト評価システム）で承認された11プロジェクト中10プロジェクトの作成者に井口の名前があることについて、評価システムとして適切ではないとの指摘があった。

### 註釈
1. ↑  最終報告書では表現が変わっている[4]。